# Specklinia cycesis
Specklinia cycesis är en orkidéart som först beskrevs av Carlyle August Luer och Rodrigo Escobar, och fick sitt nu gällande namn av Carlyle August Luer. Specklinia cycesis ingår i släktet Specklinia och familjen orkidéer. Inga underarter finns listade i Catalogue of Life.